# Sugae Masumi

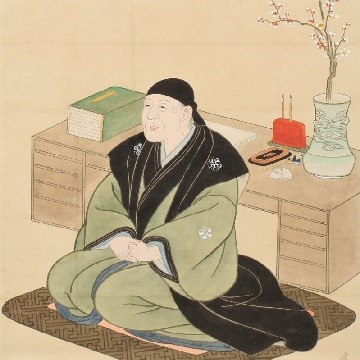
Sugae Masumi

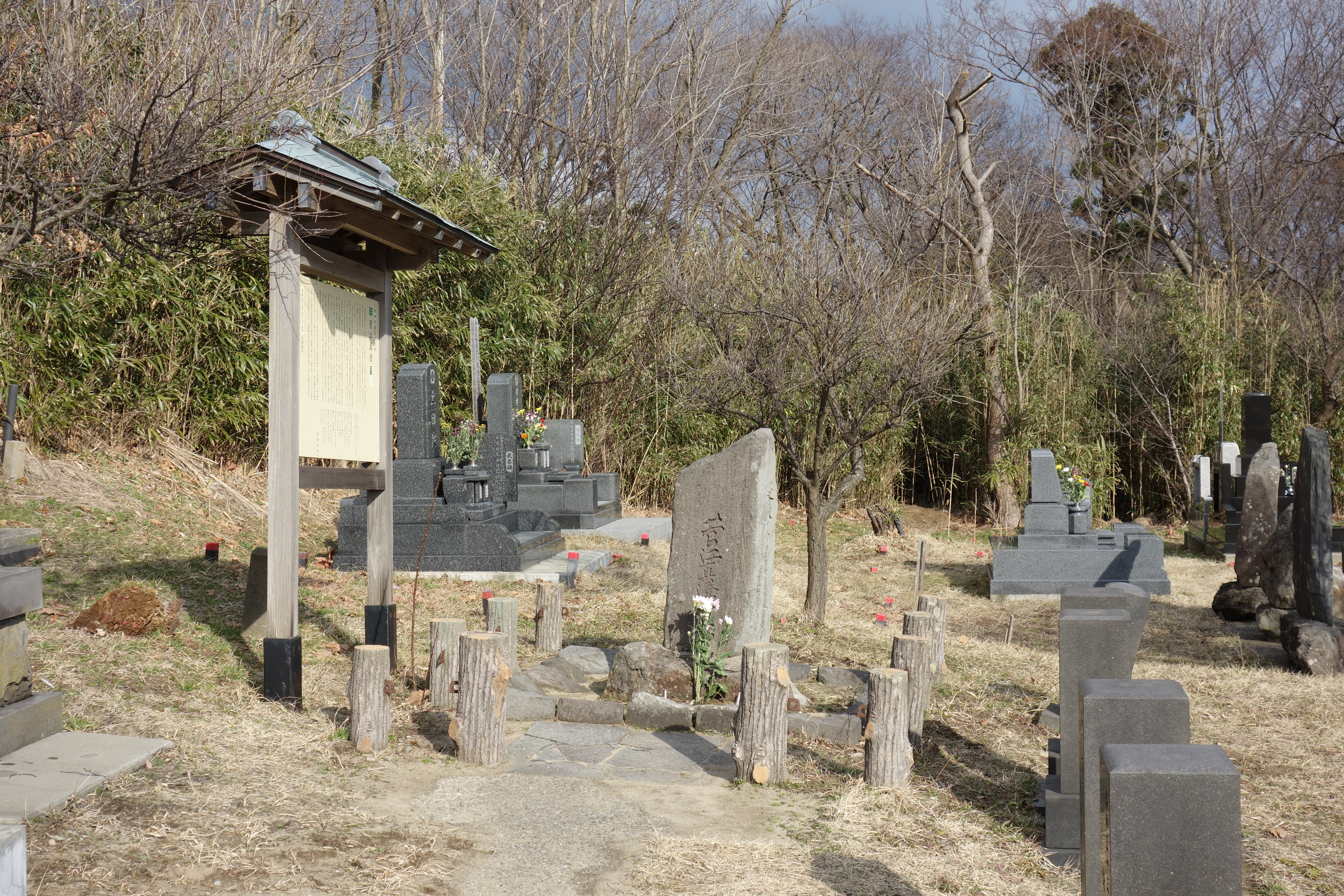
Sugaes Grab auf dem Friedhof „Terauchi kyōdō bochi“ (寺内共同墓地) in Akita

Sugae Masumi (japanisch 菅江 真澄; geboren 1754 in der Provinz Mikawa; gestorben 18. August 1829 in Kakunodate, Provinz Dewa) war ein japanischer Reisender, Naturforscher und Autor.

## Leben und Wirken
Sugae Masumi war der zweite Sohn von Shirai Hidejun (白井 秀淳), dessen Familie als Beruf Krankenheilung durch Gebete (祈祷施薬, Kitō seyaku) ausübte. Den Schriftstellernamen Sugae benutzte er ab der Mitte der Bunka-Ära, nachdem er sich in Nordjapan niedergelassen hatte. In seiner Jugend wurde er im Tempel Jōjuin (成就院) unterhalb der Burg Okazaki von Ueda Yoshikata (植田 義方; 1734―1806) in die „Nationallehre“ (国学, Kokugaku) eingeführt. Er zog dann in die Provinz Owari, wo er von Awata Tomochika (粟田 知周), einem Gelehrten der klassischen japanischen Literatur und Priester des Schreins Atsuta-jingū, unterrichtet wurde. 1777 studierte er, ebenfalls in Owari, chinesische Literatur bei dem konfuzianischen Gelehrten Niwa Xian (丹羽 謝庵).
1783 verließ Sugae die Provinz Mikawa, besuchte zum ersten Mal die Region Tōhoku und setzte nach Ezo, heute Hokkaidō, über. Nach dreijähriger Rundreise kehrte er 1792 auf das Festland zurück. Im selben Jahr betrat er das Territorium des Tsugaru-Clans und arbeitete bis zum Ende seines insgesamt siebenjährigen Aufenthaltes in Hirosaki. Für den Hirosaki-Klan ging er in die Felder und Berge, um Heilkräuter zu sammeln.
Nachdem Sugae 1801 in das Territorium von Akita gezogen war, reiste er für den Rest seines Lebens nie mehr außerhalb des Gebietes. Er plante, eine Topographie der Akita-Domäne zu erstellen, was die Aufmerksamkeit des Daimyō der Domäne, Sakata Yoshiatsu (佐竹 義敦; 1748–1785), auf sich zog, aber von den Gefolgsleuten der Domäne abgelehnt wurde. 1822 nahm er das Schreiben wieder auf und verfasste unter anderem den Aufsatz „Fude no manimani“ (筆のまにまに) – etwa „Dies und das mit dem Pinsel“, wobei er sich mit historischen Quellen befasste. Seine Schrift „Sumika no yama“ (すみかの山) befasst sich mit der Ausgrabungsstätte Sannai-Maruyama. Auf Anweisung des Klans begann er im Jahr 1811 auf Wunsch von Yoshiatsus Nachfolger Satake Yoshimasa (佐竹 義和; 1775–1815) mit der Erstellung einer Topographie der sechs Landkreise von Dewa, die jedoch nicht fertiggestellt wurde. Es existieren die Landbeschreibungen „Yuki no Dewaji Hiraka-gun“ (雪の出羽路平鹿郡, Landkreis Hiraka im Dewa-Gebiet unter Schnee), „Hana no Dewaji Semboku-gun“ (花の出羽路仙北郡) – „Landkreis Semboku im Dewa-Gebiet unter Blumen“, „Tsuki no Dewaji Semboku-gun“ (月の出羽路仙北郡) – „Landkreis Semboku im Dewa-Gebiet unter dem Mond“, basierend auf Feldvermessungen. Er verstarb in Kakunodate (角館), bevor er seine Arbeit als Topograph beenden konnte. Bestattet ist er in der Stadt Akita.
Sugae hinterließ umfangreiche Reisetagebücher, meist in pseudoantiker japanischer Schrift verfasst. Durch diese Reiseberichte können wir uns im Detail über jährliche Ereignisse, Traditionen und Bräuche und das tatsächliche Leben der einfachen Leute an verschiedenen Orten zu dieser Zeit informieren. Zusammen mit den Pinsel-Skizzen des Autors bilden sie eine ausführliche Enzyklopädie. Nachdem die Schriften lange nur in Manuskriptform zugänglich waren, wurden sie von 1965 bis 1968 als „Sugae Masumi Yūranki“ (菅江真 澄遊覧記) publiziert. Von 1971 bis 1981 folgte eine zwölfbändige Ausgabe „Sugae Masumi zenshū“ (菅江真澄全集), herausgegeben von Uchida Takeshi (内田 武志; 1909–1989) und Miyamoto Tsuneichi (宮本 常一; 1907–1981).